# Niedersächsisches Versammlungsgesetz
Das Niedersächsische Versammlungsgesetz trat am 1. Februar 2011 in Kraft.

## Gesetzgebungskompetenz
Dass Niedersachsen ein eigenes Gesetz zum Versammlungsrecht erlassen konnte, wurde durch die Föderalismusreform von 2006 möglich. Dadurch haben die Bundesländer die Gesetzgebungskompetenz für das Versammlungsrecht erhalten. In Ländern, die noch kein eigenes Versammlungsgesetz erlassen haben bzw. dies auch nicht tun wollen, gilt nach Art. 125a GG das „alte“ Versammlungsrecht des Bundes weiter.

## Gesetzgebungsverfahren
Dem Gesetz vorausgegangen sind politische Auseinandersetzungen im Niedersächsischen Landtag. Schnell formierte sich gegen den Gesetzentwurf auch ein Bündnis, das umfangreiche Aktivitäten gegen die geplante Regelung in die Wege leitete.
Strittige Punkte des Entwurfes waren insbesondere:
- das Uniformierungsverbot
- Videoaufzeichnungen durch die Polizei und die Frage nach der Aufbewahrung bzw. Löschung der Daten.
- der befriedete Bezirk um den Landtag.

## Unterschiede zur bisherigen Regelung
Das Niedersächsische Versammlungsgesetz unterscheidet sich zum Teil erheblich vom Versammlungsgesetz des Bundes.
Insbesondere ist zu beachten, dass
- es eine Legaldefinition des (vorher umstrittenen) Versammlungsbegriffs gibt, vgl. § 2 NVersG. Das bedeutet, dass zwei Personen, die „zur gemeinschaftlichen, auf die Teilhabe an der öffentlichen Meinungsbildung gerichteten Erörterung oder Kundgebung“ zusammenkommen, bereits eine Versammlung darstellen.
- das  Uniformierungsverbot ein Teil der Friedlichkeit der Versammlung geworden ist (nicht zu verwechseln mit dem sog. Vermummungsverbot, das als 'einfaches' Verbot erhalten geblieben ist, vgl. § 9 NVersG).
- die Anzeigefrist nach § 5 NVersG für Versammlungen unter freiem Himmel anders berechnet wird als zuvor: So gibt es zwar weiterhin die 48-Stunden-Frist, allerdings werden dabei bestimmte Tage nicht mitgerechnet (Sonntage, gesetzliche Feiertage und Sonnabende). Die Anzeigefrist gilt aber nur eingeschränkt bei sog. Eilversammlungen, siehe die Legaldefinition in § 5 Abs. 4 S. 1 NVersG und gar nicht bei sog. Spontanversammlungen, vgl. die Definition in § 5 Abs. 5 NVersG.
- die Auflösung einer Versammlung in geschlossenen Räumen möglich ist, „wenn ihre Friedlichkeit unmittelbar gefährdet ist und die Gefahr nicht anders abgewehrt werden kann“.

## Probleme der neuen Regelung
Auch wenn das nunmehr in Kraft getretene Gesetz nur eine abgespeckte „Light-Version“ des Gesetzesentwurfes ist, den CDU und FDP in den Landtag eingebracht haben, bleiben erhebliche Kritikpunkte an der Regelung.
Folgendes erscheint besonders problematisch:
- Das Uniformierungsverbot in die Friedlichkeit einzubeziehen (zur ausführlichen Kritik daran vgl. PDF). Nach dem Gesetzentwurf kann sogar das Mitführen von Trommeln und Fahnen aus einer Versammlung eine „unfriedliche“, d. h. eine Gewaltbereitschaft vermittelnde Versammlung machen, mit der Folge, dass sie aus dem grundgesetzlichen Schutzbereich des Art. 8 Abs. 1 GG herausfällt. Ob dies verfassungsmäßig ist, einfachgesetzlich die Friedlichkeit mit dem Bezug auf die viel zu unbestimmte Var. 3 des § 3 Abs. 3 NVersG zu definieren, erscheint massiv bedenklich.
- Die umfassenden Angaben, die zur Anzeige gemacht werden müssen. Hier könnte vielleicht eine abschreckende Wirkung entstehen.
- Die Berechnung der Anzeigefrist, die den Anzeigezeitpunkt erheblich vorverlagert.
- Die Tatsache, dass das Unterlassen der rechtzeitigen Anzeige eine Ordnungswidrigkeit ist. Dem, der sich nicht daran hält, droht nach § 21 Abs. 1 Nr. 4 NVersG ein Bußgeld in Höhe von bis zu 3.000 € – kritisch angesichts der Tatsache, dass zwei Personen bereits eine Versammlung sind. Die Versammlung nach NVersG ist wie folgt definiert: Eine Versammlung im Sinne dieses Gesetzes ist eine ortsfeste oder sich fortbewegende Zusammenkunft von mindestens zwei Personen zur gemeinschaftlichen, auf die Teilhabe an der öffentlichen Meinungsbildung gerichteten Erörterung oder Kundgebung. §2 NVersG Dabei ist das Ziel der Teilhabe an einer öffentlichen Meinungsbildung der für eine Definition als Versammlung entscheidende Begriff. Einfach im Park zusammensitzen und sich die Sonne auf den Pelz scheinen lassen, gilt im Sinne des Gesetzes nicht als Versammlung, somit gilt auch nicht die Bußgeldthematik.